# Zemacies queenslandica
Zemacies queenslandica é uma espécie de gastrópode do gênero Zemacies, pertencente a família Borsoniidae.